# Самохвал Дмитро
Самохвал Дмитро (* 26 вересня 1897, містечко Ставище Таращанського повіту Київської губернії, нині смт Ставище Київської області — † 21 лютого 1989, містечко Лансфорд, штат Пенсільванія) — український військовий діяч, поручик Армії УНР.

## Життєпис
Служив під проводом генерала Армії УНР Олександра Удовиченка. Поручник Третьої Залізної дивізії Армії УНР, лицар Ордену Залізного Хреста.
Після поразки українських визвольних змагань був полонений у місті Калуш (нині Івано-Франківська область). 
Емігрував до Чехо-Словаччини, жив у Празі. 
1945 року переїхав до Німеччини, згодом — через Бразилію до США, у Нью-Йорк.
Помер у містечку Лансфорд, штат Пенсільванія, похований у містечку Бавнд-Брук, штат Нью-Джерсі, США.
Нагороджений Хрестом Залізного Стрільця, Воєнним хрестом, Хрестом Симона Петлюри, Хрестом Українського Козацтва, пропам'ятною відзнакою в честь 50-річчя відновлення Збройних сил УНР, Хрестом в честь 60-річчя відновлення Збройних сил УНР.